# Wadim Miedwiediew (aktor)
Wadim Aleksandrowicz Miedwiediew, ros. Вадим Александрович Медведев (ur. 28 kwietnia 1929 w Jałcie, zm. 2 marca 1988 w Moskwie) – radziecki i rosyjski aktor filmowy, teatralny i telewizyjny.
Laureat zbiorowej nagrody dla najlepszego aktora na 8. MFF w Cannes za debiutancką rolę w filmie Wielka rodzina (1954) w reżyserii Iosifa Chejfica. W swojej karierze wystąpił w ponad 40 filmach kinowych i telewizyjnych, m.in. Hamlet (1964) Grigorija Kozincewa czy Jesienny maraton (1979) Gieorgija Daneliji.